# Trương Chính
Trương Chính (tiếng Trung giản thể: 张政, bính âm Hán ngữ: Zhāng Zhèng, sinh tháng 4 năm 1966, người Hán) là chuyên gia phát thanh truyền hình, chính trị gia nước Cộng hòa Nhân dân Trung Hoa. Ông là Ủy viên dự khuyết Ủy ban Trung ương Đảng Cộng sản Trung Quốc khóa XX, hiện là Thường vụ Tỉnh ủy, Bộ trưởng Bộ Tuyên truyền Tỉnh ủy Hà Bắc. Ông từng là Tổng biên tập Quang Minh nhật báo.
Trương Chính là đảng viên Đảng Cộng sản Trung Quốc, học vị Cử nhân Phát thanh, Thạc sĩ Kinh tế học, Tiến sĩ Văn học, chức danh Chủ nhiệm phát thanh viên. Ông có gần 20 năm gắn bó với phát thanh truyền hình, từng là người dẫn chương trình nổi tiếng cả nước trước khi bước vào chính trường Trung Quốc.

## Xuất thân và giáo dục
Trương Chính sinh vào tháng 4 năm 1966 tại huyện Minh Thủy, nay thuộc địa cấp thị Tuy Hóa của tỉnh Hắc Long Giang, Cộng hòa Nhân dân Trung Hoa. Ông lớn lên và tốt nghiệp cao trung ở Minh Thủy, thi cao khảo vào năm 1985 và đỗ Học viện Phát sóng Bắc Kinh, nay là Đại học Truyền thông Trung Quốc (Trung Truyền), tới thủ đô nhập học hệ truyền thanh radio từ tháng 9 cùng năm và tốt nghiệp chuyên ngành này vào tháng 7 năm 1989. Tháng 9 năm 1997, ông tham gia chương trình nghiên cứu sinh tại chức ở hệ quản lý kinh tế của Đại học Nhân dân Trung Quốc, nhận bằng Thạc sĩ Kinh tế học vào tháng 1 năm 2000, rồi đến tháng 9 cùng năm thì trở lại Trung Truyền làm nghiên cứu sinh sau đại học về nghệ thuật phát thanh truyền hình, trở thành Tiến sĩ Văn học vào tháng 7 năm 2004. Trương Chính được kết nạp Đảng Cộng sản Trung Quốc vào tháng 12 năm 1987, khi là sinh viên năm thứ 3 trường Trung Truyền.

## Sự nghiệp

### Phát thanh truyền hình
Tháng 7 năm 1989, sau khi tốt nghiệp Trung Truyền, Trương Chính được phân vào Đài Truyền hình Trung ương Trung Quốc làm phát thanh viên. Ông công tác liên tục gần 15 năm 1989–2003, tham gia dẫn chương trình, chủ trì ở nhiều kênh như Tân Văn Liên Bố, Chính Đại Tống Nghệ, Bằng Hữu của CCTV, và tổ chức nhiều sự kiện văn hóa, nghệ thuật của đài truyền hình. Các sự kiện được ông chủ trì, tham gia tổ chức có thể kể đến Đêm hội mùa Xuân CCTV năm 2001, 2002; đại lễ kỷ niệm 50 thành lập Trung Quốc 1949–1999, 80 thành lập Đảng Cộng sản 1921–2001. Với những đóng góp của mình, ông được trao giải Tinh Quang – Người dẫn chương trình xuất sắc nhất Trung Quốc bởi Tổng cục Phát thanh Truyền hình Quốc gia.
Tháng 11 năm 2003, Trương Vĩ được bổ nhiệm làm Phó Đoàn trưởng Đoàn nghệ thuật phát thanh truyền hình Trung ương, một đoàn nghệ thuật trực thuộc Tổng cục Báo chí, Xuất bản, Phát thanh, Điện ảnh và Truyền hình Quốc gia, đến tháng 3 năm 2006 thì chuyển sang làm Phó Chủ nhiệm Trung tâm Quản lý diễn xuất Trung Quốc, là chủ nhiệm từ tháng 7 cùng năm, nâng ngạch công vụ viên lên chính cục từ tháng 3 năm 2007. Vào tháng 1 năm 2008, ông được bầu làm Ủy viên Ủy ban Toàn quốc Chính hiệp Trung Quốc khóa XI, đại diện cho Hội Liên hiệp Thanh niên Toàn quốc Trung Hoa, thuộc tổ 16 và là Chuyên gia Ủy ban Đề án của Chính hiệp.

### Chính trường
Tháng 8 năm 2008, sau gần 20 năm ở CCTV, Trương Vĩ được điều tới Tân Cương, nhậm chức Trợ lý Chủ tịch Chính phủ Nhân dân Khu tự trị Duy Ngô Nhĩ Tân Cương, Thành viên Đảng tổ Chính phủ khu tự trị này. Cuối năm sau, ông được điều về địa khu Altay tiếp giáp Mông Cổ, Nga và Kazakhstan làm Phó Bí thư Địa ủy, cấp chính sảnh. Thời gian ở Tân Cương, ông được Đại học Tài chính Kinh tế Tân Cương mời làm Giáo sư thỉnh giảng. Tới đầu năm 2012, ông rời Tân Cương và tới Quý Châu, về địa cấp thị Đồng Nhân làm Phó Bí thư Thị ủy, sau đó nửa năm thì tới Châu tự trị dân tộc Bố Y và dân tộc H'Mông Kiềm Tây Nam, nhậm chức Phó Bí thư Châu ủy, rồi thăng chức Bí thư Châu ủy từ tháng 1 năm 2013. Đến tháng 6 năm 2017, Trương Vĩ được điều trở lại trung ương, bổ nhiệm làm Tổng biên tập Quang Minh nhật báo, giữ cương vị này trong 4 năm. Từ tháng 1 năm 2018, ông tiếp tục là Ủy viên Ủy ban Toàn quốc Chính hiệp khóa XIII nhiệm kỳ 2018–23.
Tháng 3 năm 2021, Trương Vĩ được điều về Hà Bắc, chỉ định vào Ủy ban Thường vụ Tỉnh ủy, phân công làm Bộ trưởng Bộ Tuyên truyền Tỉnh ủy Hà Bắc. Cuối năm 2022, ông là đại biểu của đoàn Hà Bắc dự Đại hội Đảng Cộng sản Trung Quốc lần thứ XX. Trong quá trình bầu cử tại đại hội, ông được bầu là Ủy viên dự khuyết Ủy ban Trung ương Đảng Cộng sản Trung Quốc khóa XX.

## Đời tư
Trương Chính gặp Nhan Thiến khi hai người cùng là phát thanh viên của CCTV, sau đó lấy nhau, có một người con gái sinh năm 1996. Bà là người Chiết Giang, từng là phát thanh viên tin tức các chương trình "Evening News", "Breakfast television", "Today", "News 30'" của CCTV.